# Филип Ленард
 Филип Ленард (на унгарски: Lénárd Fülöp, Ленард Фюльоп) е германски физик от унгарски произход, носител на Нобелова награда за физика през 1905 година „за своите изследвания на катодните лъчи“.

## Биография
Филип Едуард Антон фон Ленард е роден на 7 юни 1862 година в Пресбург, днес Братислава. Изучава физика в Хайделбергския университет при Роберт Бунзен и в Берлинския университет при Херман фон Хелмхолц. През 1886 г. Ленард защитил докторат върху трептенията на водните капки. От 1887 до 1890 г. е асистент на Георг Квинке (специалист по молекулярна физика, акустика и оптика) в Хайделбергския университет, а през 1891 г. става асистент в университета в Бон при Хайнрих Херц, добил вече известност с откриването на електромагнитните вълни. Заедно с Херц провеждат изследвания в областта на катодните лъчи, за които по-късно получава Нобелова награда (1905).
След смъртта на Херц Ленард работил като професор последователно в университетите Бреслау (днес Вроцлав), Аахен, Хайделберг и Кил. От 1907 г. е професор по експериментална физика в Хайделбергския университет, а през 1909 г. става директор на Радиологичния институт към университета. Неговите големи приноси във физиката са свързани с върхови събития от периода 1895 – 1905 г. като откриването на рентгеновите лъчи и на електрона, както и обяснението на фотоефекта.
Той е първият известен учен, който открито обявява симпатиите си към националсоциалистическата партия на Германия. През 1926 година дори се среща с Хитлер в Хайделберг. Когато през 1932 година се пенсионира, получава много награди от нацисткото правителство.
Умира на 20 май 1947 година в Меселхаузен, Германия.